# Partito Monarchico di Russia
Il Partito Monarchico di Russia (in russo: Монархическая партия Российской Федерации) è un partito politico russo di ispirazione monarchica creato nel 2012 dal politico e uomo d'affari Anton Bakov, ex-membro della Duma di Stato. Il Partito Monarchico Russo si batte per la restaurazione della Monarchia in Russia, non tuttavia nella forma autocratica pre-1917 bensì in una più moderna forma di Monarchia Costituzionale "in piena armonia con le procedure democratiche e nel rispetto delle leggi vigenti"; inoltre le organizzazioni del Partito sono impegnate nella diffusione dell'idea monarchica tra il popolo russo e nel resto del mondo.
Dal 2013 il Partito sostiene il Principe Carlo Emilio di Leiningen quale pretendente al trono nel caso di un'eventuale restaurazione della Monarchia in Russia.